# Pinchi (calciatore)
Pinchi, pseudonimo di Óscar Francisco García Quintela (La Coruña, 17 gennaio 1996), è un calciatore spagnolo, attaccante dell'Esenler Erokspor.

## Caratteristiche
È un'ala offensiva.

## Carriera
Cresciuto nel settore giovanile del Deportivo La Coruña, debutta in prima squadra il 15 dicembre 2015 in occasione dell'incontro di Coppa del Re pareggiato 1-1 contro lo Llagostera. Nel 2018 viene acquistato dall'Atlético Madrid che lo assegna alla propria seconda squadra, dove gioca 35 partite condite da 10 gol in Segunda División B. L'anno seguente passa a titolo definitivo all'Extremadura UD in Segunda División, con cui firma un contratto triennale. Al termine della stagione passa in prestito al Fuenlabrada.